# (5898) 1985 KE
1985 كي إي (ويعرف أيضًا باسم (5898) 1985 كي إي وفق تسمية الكوكب الصغير) (بالإنجليزية: 1985 KE)‏ هو كويكب ضمن حزام الكويكبات؛ وترتيبه 5898 من حيث الاكتشاف.
اكتُشف هذا الجُرم الفلكي بواسطة باميلا إم كيلمارتن في 23 مايو 1985.

## وصلات خارجية
- (5898) 1985 KE في قاعدة بيانات مختبر الدفع النفاث لأجرام النظام الشمسي الصغيرة

- الاكتشاف · مخطط المدار ·  العناصر المدارية · المعلمات المادية

- (5898) 1985 KE على موقع ويكي سكاي: DSS2, SDSS, GALEX, IRAS, Hydrogen α, X-Ray, Astrophoto, Sky Map, Articles and images